# Радом'як (Радом)
Радомський спортивний клуб «Радом'як 1910» (пол. Radomski Klub Sportowy Radomiak Radom) — польський футбольний клуб з міста Радом, заснований у 1910 році. Виступає в першій лізі. Оскільки домашню арену — стадіоні імені братів Чахорів місткістю 15 000 глядачів — ще будують, гостей приймає на Міському стадіоні місткістю 4 066 глядачів.

## Назви

### Радомське спортивне товариство
- 1910: Радомське спортивне товариство
- 1921: Радомський спортивний гурток
- 1950: Огніво
- 1958: Радомський спортивний гурток

### Радом'як Радом
- 1945: Радомський спортивний клуб «Радомяк Радом»
- 1950: Звйонзковєц Радом
- 1951: Влукняж Радом
- 1958: Спортивний клуб «Радом'як Радом»
- 1967: Радомський спортивний клуб «Радом'як Радом»
- з 2008: Радомський спортивний клуб «Радом'як 1910».